# 지리산천왕축제
지리산천왕축제는 경상남도 함양군에서 개최하는 지역 축전이다.

## 축전의 취지
우리 민족의 영산인 근대 지리산의 암울했던 시절을 뛰어넘어 희망의 역사를 만드는 장으로 가꾸어 나가 함양의 지리산으로 발돋움하고자 민간 주체로 2000년도부터 개최하고 있다.

## 특이 사항
2009년에는 신종플루의 영향으로 한 해 쉬었다.